# Adán Gordón
Nació en la Isla de Taboga el 21 de junio de 1906, este panameño se destacó por ser nadador, así como el primer y único representante de Panamá en los Juegos Olímpicos de Ámsterdam en 1928 y posteriormente fue uno de los iniciadores del salvamento acuático en este país. 
Al mismo tiempo que ejercía su actividad de mecánico, practicaba todo el tiempo la natación en las playas de su isla natal. Gordón, cuya vida estuvo ligada a la natación, fue uno de los tantos nadadores que participaba en las competencias que se realizaban en las playas de Bella Vista y la famosa noria de San José, en el barrio de San Felipe.
En la década de 1920, luego de la creación de la Federación Deportiva de Panamá, se recibieron invitaciones para participar en el evento de 1928. Adán Gordón entonces importante activista por el deporte, decidió costearse su participación en el evento de 1928 en Ámsterdam, donde tuvo la oportunidad de medirse con grandes figuras de la época, como el conocido Johnny Weissmüller. La historia registra que a esas Olimpíadas asistieron 46 países y tres mil 14 atletas y la primera presencia de Panamá recayó en este inmortal deportista.
Después de su participación en las Olimpiadas de Ámsterdam, Adán Gordón asistió en 1930  a los Segundos Juegos Deportivos Centroamericanos en La Habana, Cuba, donde cerró su ciclo como atleta para convertirse en entrenador. En ocasión de la tercera edición de estos juegos regionales celebrados en Panamá en 1938 fungió como delegado y entrenador asistente del instructor estadounidense James Triolo, quien tuvo a su cargo la preparación del equipo panameño.
Después de los juegos del 38 asumió la administración de la Piscina Olímpica construida para dichos juegos, cargo que ejerció durante tres décadas, combinándola con sus enseñanzas de natación a varias generaciones de nadadores. Habría que esperar hasta la creación del Comité Olímpico de Panamá en 1947 para que Panamá volviera a participar en los Juegos Olímpicos.
Fue a inicios de 1940 cuando Adán Gordón y Pedro Almillátegui, dan inicio a un equipo de salvavidas en la Ciudad de Panamá. Comenzaron enseñando empíricamente a los jóvenes del Club Deportivo Santo Domingo. Esto fueron los primeros pasos que llevarían a la Cruz Roja Panameña a incluir el salvamento acuático como una de sus técnicas de socorro.
Antes de su participación en las Olimpíadas, por su rapidez y destreza para desplazarse en el agua era conocido como El pez humano, apodo que fue cambiado por el olímpico solitario luego de su participación. 
Después de su muerte ocurrida el 8 de marzo de 1966 se le puso su nombre a la Piscina Olímpica de la ciudad de Panamá.